# دوشكو فويوشفيتش
دوشكو فويوشفيتش (بالصربية: Душко Вујошевић)‏ مواليد 3 مارس 1959 في بودغوريتسا، جمهورية يوغوسلافيا الاشتراكية الاتحادية، هو مدرب كرة سلة يوغوسلافي ولاعب سابق. يدرب فريق ليموج سي إس بي في الدوري الفرنسي لكرة السلة الدرجة الأولى.